# Stanisław Kostka Potocki
Stanisław Kostka Potocki (Lublin, Mancomunidad polaco-lituana, 20 de noviembre de 1755-Palacio de Wilanów, Varsovia, 14 de septiembre de 1821) fue un noble, político, escritor, publicista y coleccionista de arte polaco.

## Biografía
Stanisław Potocki nació en Lublin, en la Mancomunidad polaco-lituana el 20 de noviembre de 1755, hijo del general y starosta de Lviv Eustachy Potocki y Anna Kątska, y hermano de Ignacy Potocki. Se casó con la princesa Aleksandra Lubomirska, la hija del Gran Mariscal de la Corona el 2 de junio de 1776.
Visitó Roma en 1780, donde fue pintado a caballo por Jacques-Louis David, en su obra Retrato ecuestre del conde Stanislas Potocki. Estudió política, literatura y arte en Wilanów. Fue diputado de Lublin y uno de los líderes del Partido Patriota Polaco en el Gran Sejm. Entre 1792 a 1797 estuvo viviendo en el extranjero.
Regresó a Polonia en el año 1800, después de que Napoleón Bonaparte estableciera el Gran Ducado de Varsovia. Desde 1807 fue miembro de la Comisión de Gobierno (Komisja Rządząca), presidente de la Cámara de Educación (Izba Edukacyjna), y desde 1810 director de la Comisión de Educación Nacional (Komisja Edukacji Narodowej). También desempeñó entre 1818 y 1820 el cargo de presidente del Senado.
Potocki organizó excavaciones arqueológicas en Italia, entre ellas Laurentum en 1779 y Nola en 1786. Muchos de los objetos que reunió fueron llevados a Polonia, y en la actualidad se exhiben en el Palacio de Wilanów. Finalmente, Potocki murió el 14 de septiembre de 1821 a la edad de 65 años y fue enterrado en la iglesia de Wilanów.

## Obras
- "Críticas desechables" (Świstek krytyczny, 1816–1818)
- "Viaje al Ciemnogrodu" (Podróż do Ciemnogrodu, 1820)